# Вибране 2CD
Вибране 2CD — альбом-збірка українського вокального дуету «ТЕЛЬНЮК: Сестри», що вийшла 2005 року під лейблом Атлантик.

## Композиції
1. Гроза
2. Кленовий листочок
3. Світська дама
4. Помаранчеве серце
5. Минає час
6. Ображайся не мене
7. Соняшник
8. Жертва
9. Колискова
10. Яблуневоцвітно
11. Ти — вітер
12. Не женися на багатій
13. І тоді…
14. Небо
15. Розпросторся, душе моя…